# Harlow Shapley
Harlow Shapley (Nashville, Misuri, 2 de noviembre de 1885-Boulder, Colorado, 20 de octubre de 1970) fue un astrónomo estadounidense.

## Biografía
Shapley nació en una granja de Nashville, Misuri, EE. UU. y dejó la escuela con el equivalente de quinto grado. Después de estudiar en casa y cubrir sucesos como periodista de un periódico, Shapley retornó para completar un programa de 6 años de educación secundaria en solo dos años, siendo el primero de la clase.
En 1907, con 22 años, Shapley va a la Universidad de Misuri para estudiar periodismo. Cuando descubre que la apertura de la Escuela de Periodismo se ha postpuesto un año decide estudiar la primera carrera que encuentra en el directorio de cursos. Tras rechazar Arqueología, según contaría más tarde porque no podía pronunciarla, Harlow eligió la siguiente carrera, Astronomía. Obtendría la licenciatura en 1910. y el máster (Master of Art) en 1911.
Posteriormente, Shapley fue a la Universidad de Princeton gracias a una beca Thaw para realizar los estudios de doctorado con Henry Norris Russell, director del departamento de astronomía. A la llegada de Shapley, Russell se había embarcado en una nueva forma de análisis de las curvas de luz de las variables eclipsantes para tratar de obtener  las propiedades de las estrellas que constituían el sistema binario. En 1914 obtuvo su doctorado con una tesis sobre 90 estrellas binarias eclipsantes que crearía de golpe una nueva rama en la astronomía de las estrellas dobles. Una vez obtenido el doctorado, ese mismo año, entró a trabajar en el Observatorio del Monte Wilson  gracias al ofrecimiento por parte del director, George Ellery Hale, de un puesto de investigador. Allí propuso la teoría de la pulsación para las estrellas cefeidas como variaciones intrínsecas de su brillo y no como sistemas eclipsantes, como se había pensado hasta entonces. Sin embargo, el interés de Shapley pasó de las estrellas variables a los cúmulos globulares. Observando estrellas variables Cefeidas en dichos cúmulos y haciendo uso de la relación periodo-luminosidad de las estrellas variables Cefeidas descubierta por Henrietta Swan Leavitt, pudo determinar las distancias a los cúmulos globulares. Esto le permitió descubrir que la Vía Láctea era mucho más grande de lo que se creía hasta entonces y que la posición del Sol en la misma no era en absoluto una posición especial.
Participó en el "El Gran Debate" con Heber D.Curtis sobre la naturaleza de las nebulosas y de las galaxias y sobre el tamaño del universo. El debate se produjo el 26 de abril de 1920. Shapley defendía las ideas de que el Sol no se encontraba en el centro de la Vía Láctea y que los cúmulos globulares y las nebulosas espirales eran parte de la misma. En el primer caso llevaba la razón, en el segundo estaba equivocado.
En esa época, Shapley estaba trabajando en el Observatorio de Monte Wilson, donde había sido contratado por George Ellery Hale. Después del debate, sin embargo, fue contratado como director del Observatorio del Colegio Universitario de Harvard (en inglés, Harvard College Observatory) , plaza que ocupaba el recién fallecido Edward Charles Pickering. Ocuparía esa plaza desde 1921 hasta 1952. Durante ese tiempo, contrató a Cecilia Payne-Gaposchkin, que se convertiría en la primera persona en obtener un doctorado en la Universidad de Harvard en el campo de la astronomía.
Desde 1941 formó parte del comité original de la Fundación para el Estudio de los Ciclos.
En los años 40 Shapley ayudó a fundar asociaciones gubernamentales de apoyo de la investigación científica como la National Science Foundation. También fue responsable de la adición de la letra "S" en Unesco (que en inglés corresponde a la palabra science, es decir, ciencia).
Políticamente, Shapley fue un liberal y fue víctima del macarthismo.
En 1950 organizaría una campaña de la academia contra el controvertido libro pseudocientífico Mundos en Colisión escrito por el psiquiatra ruso Immanuel Velikovsky.
En 1952 se retiró del puesto de director aunque siguió impartiendo clases hasta 1956.
Murió el 20 de octubre de 1972 en Boulder, Colorado, cuando hacía una visita a su hijo.
Además de por la astronomía, Shapley cultivó un interés especial por la mirmecología, es decir, el estudio de las hormigas

## Libros publicados
- Stars Clusters (1930)
- Galaxies (1943)
- The Inner Metagalaxie (1957)
- Of stars And men (1958)

## Eponimia
- Supercúmulo de Shapley
- Cráter lunar Shapley[5]
- Asteroide (1123) Shapleya[6]